# Acanthocreagris cyrnea
Espèce
Acanthocreagris cyrnea est une espèce de pseudoscorpions de la famille des Neobisiidae.

## Distribution
Cette espèce est endémique de Corse en France. Elle se rencontre à Patrimonio dans la grotte de Punta Vecchiaia.

## Description
La femelle holotype mesure 3,0 mm et le mâle paratype 2,6 mm.

## Systématique et taxinomie
Cette espèce a été décrite par Gardini en 2022.

## Étymologie
Cette espèce est nommée en référence à Cyrnos, le fils d'Héraclès.

## Publication originale
- Gardini, 2022 : « Two new species of Acanthocreagris from Corsica and mainland France, and notes on some congeneric species (Pseudoscorpiones: Neobisiidae). » Fragmenta Entomologica, vol. 54, no 1, p. 119–132.